# Myosotis cadmea
Myosotis cadmea är en strävbladig växtart som beskrevs av Pierre Edmond Boissier. Myosotis cadmea ingår i släktet förgätmigejer, och familjen strävbladiga växter. Inga underarter finns listade i Catalogue of Life.